# Bob Kurland
Robert Albert “Bob” Kurland (San Luis, Misuri, 23 de diciembre de 1924-Sanibel, Florida, 29 de septiembre de 2013) fue un jugador de baloncesto estadounidense que jugó varias temporadas en la AAU. Medía 2,08 metros de altura y jugaba en la posición de pívot. Pasó a la historia por ser el primer jugador en ganar dos medallas de oro olímpicas, en los Juegos Olímpicos de Londres 1948 y los Juegos Olímpicos de Helsinki 1952,

## Biografía
Kurland nació en San Luis (Misuri), hijo de Albert y Adele Kurland. Se graduó de la escuela secundaria Jennings High School en Jennings (Misuri), donde participó en baloncesto y atletismo.

## Trayectoria deportiva

### Universidad
Kurland consideró asistir a la Universidad de Missouri. Pero cuando Oklahoma A&M jugó un partido en la Universidad de Saint Louis, el entrenador de A&M, Henry Iba, invitó a Kurland a cenar y le ofreció una beca. Missouri solo podía ofrecerle a Kurland un trabajo.  Muchos de los miembros de la familia de Kurland no habían terminado la escuela secundaria, y Kurland fue el primero de su familia en asistir a la universidad en cualquier nivel.
Irónicamente, Kurland hubo de superar muchas críticas y dudas sobre el posible rendimiento de un jugador tan alto. Tuvo que soportar que el legendario entrenador “Phog” Allen lo describiera como una aberración de la naturaleza (“a glandular goon”), o que otro entrenador sacara a calentar a un jugador subido en unos zancos. Mientras, Bob Kurland dormía en el mismo gimnasio de la universidad ya que los dormitorios habían sido ocupados por cadetes del ejército que estaban siendo adiestrados, y se ganaba unos dólares barriendo la cancha para complementar su beca.
Aunque empezó jugando poco como «freshman», el progreso de Kurland fue meteórico. En 1944 llevó a los “Aggies” a la final del campeonato de la NIT, y en 1946 y 1947 los hizo campeones de la NCAA. En la primera final anotó 22 puntos para derrotar a la New York University por 49-45, y en la segunda anotó 23 puntos para derrotar a Carolina del Norte por 43-40. 
Kurland fue parte integral de los títulos consecutivos de la NCAA del equipo en 1945 y 1946, y fue nombrado Jugador Más Destacado del torneo de baloncesto de la NCAA en ambas ocasiones.  En la temporada 1945-46, anotó un récord de la temporada de 643 puntos, incluidos 58 en un juego contra la Universidad de Saint Louis, que contó con el estudiante de primer año de 6 pies 8 pulgadas (2,03 m) Ed Macauley. Kurland fue elegido Jugador de Baloncesto Universitario del Año de la Fundación Helms, , al ser el máximo anotador en todo el país con un promedio de 19.5 puntos por partido.
Durante su etapa universitaria se hicieron famosos sus duelos con George Mikan, que despertaban gran expectación. Algunas de las reformas a las normas del baloncesto que normalmente se atribuyen al impacto de Mikan, como la “interferencia ofensiva”, se debieron en realidad a ambos jugadores. El más famoso de esos duelos contribuyó de manera decisiva al crecimiento del torneo de la NCAA, entonces considerado menos valioso que el NIT: en 1945 se enfrentaron en un partido a beneficio de la Cruz Roja los ganadores de ambos campeonatos, nada menos que DePaul con George Mikan frente a Oklahoma A&M con Bob Kurland. Era un enfrentamiento que levantó grandes expectativas, pero que finalmente resultó anticlimático ya que Mikan fue eliminado por personales en la primera parte y Kurland se anotó una fácil victoria por 52-44. Kurland fue también uno de los primeros jugadores en realizar mates de manera habitual durante los partidos.
En la universidad, Kurland participó activamente en muchas actividades del campus, incluido el consejo estudiantil, del que fue presidente en 1945 y 1946. Se graduó con una licenciatura en Ciencias de la Educación.

### AAU (Amateur Athletic Union)
Después de graduarse, Bob Kurland rechazó una oferta de más de diez mil dólares de la BAA, antecesora de la NBA, para jugar por unos doscientos dólares por semana en la AAU. En aquella época el baloncesto profesional no estaba bien considerado, y no ofrecía ni seguridad, ni estabilidad, ni buenas condiciones. Muchos jugadores preferían los llamados “equipos industriales” de la AAU, que ofrecían buenos empleos y permitían mantener el estatus de amateur y por tanto seguir acudiendo con la selección a las competiciones internacionales. Kurland fue contratado por la “Phillips Oil Company”, y jugó en el equipo de su empresa en la AAU, llamado los “Bartlesville Phillips 66ers”, durante seis temporadas (desde la 1946-47 a la 1951-52). Lideró a su equipo en anotación y fue elegido "all american" todas las temporadas, y "all-star" de la NIBL ("National Industrial Basketball League" la liga de la AAU) en sus dos primeras ediciones, 1951 y 1952. Fue elegido "MVP" de la NIBL en 1952, y se retiró con 4092 puntos anotados.
Con Bob Kurland en sus filas, los "Bartlesville Phillips 66ers" fueron uno de los equipos más potentes de la AAU, conocidos como "los New York Yankees del baloncesto". Ganaron las ligas de la NIBL (antes denominada ABL) desde 1949 hasta 1958, incluyendo todas las temporadas con Kurland en el equipo. Asimismo, ganaron el torneo de la AAU en 1947, 1948 y 1950; fueron segundos en 1949 y 1952, y su peor resultado con Kurland fue un tercer puesto en 1951.

### Selección nacional
Uno de los principales motivos que llevaron a Kurland a rechazar las ofertas de equipos profesionales fue su deseo de formar parte de la Selección de baloncesto de Estados Unidos. En 1948 los 66ers se clasificaron para el torneo preolímpico como campeones de la AAU, y compitieron contra otros dos equipos industriales, cuatro equipos universitarios y un equipo de la YMCA. Campeón y subcampeón designarían a cinco jugadores para la selección cada uno, y el comité olímpico elegiría a las otras cuatro plazas. El equipo de Phillips derrotó sucesivamente a la YMCA, los Denver Nuggets de la AAU, y dieron la gran sorpresa al derrotar por 53-49 a los Kentucky Wildcats de Adolph Rupp, campeones de la NCAA con uno de los mejores quintetos de la historia. Bob Kurland fue la estrella del partido, al anotar 20 puntos y dejar a Alex Groza en solo 4.
Bob Kurland fue convocado por la Selección de baloncesto de Estados Unidos para disputar los Juegos Olímpicos de Londres. Su altura causó tal efecto que se llegó a aprobar un límite para la estatura de los jugadores en futuras ediciones de los juegos, aunque afortunadamente esa medida nunca llegó a aplicarse. Posteriormente circuló la leyenda de que un jugador chino había pasado entre las piernas de Kurland para lograr una canasta, pero dicha leyenda parece ser totalmente apócrifa. En los Juegos Olímpicos de Londres Bob Kurland promedió 9,3 puntos en los 7 partidos que disputó (solo se podían inscribir diez jugadores por partido, y fueron rotando para que jugaran todos), logrando la medalla de oro.
En 1952 los "66ers" se clasificaron de nuevo para el torneo preolímpico. En esta ocasión fueron eliminados en semifinales por los Peoria Caterpillars, pero el sistema de selección establecía que los entrenadores de los equipos campeón y subcampeón elegirían cada uno a siete jugadores. El entrenador de los Caterpillars seleccionó a su quinteto titular y a otros dos jugadores, y uno de ellos fue Kurland. Así, Bob Kurland fue convocado de nuevo por la Selección de baloncesto de Estados Unidos para disputar los Juegos Olímpicos de Helsinki. Kurland promedió 9,6 puntos en los 7 partidos que disputó, logrando de nuevo la medalla de oro.
Al finalizar los Juegos Olímpicos, Bob Kurland anunció su retirada del baloncesto activo.

## Vida posterior
Kurland recibió formación de posgrado en gestión en la Universidad de Stanford. Se convirtió en vendedor de Phillips Petroleum Company, y más tarde trabajó como alto ejecutivo de marketing. Ocupó diversos cargos, entre ellos el de responsable del desarrollo del concepto de gasolinera de autoservicio, el crecimiento de las divisiones agrícola y de plásticos, y la gestión de iniciativas de marketing. Sus responsabilidades corporativas llevaron a su familia a Denver, Wichita, Memphis, Cincinnati y Atlanta. Finalmente, la familia regresó a la sede de Phillips Petroleum, Bartlesville (Oklahoma), donde Kurland fue vicealcalde y miembro de la comisión municipal durante varios años. Se jubiló de Phillips en 1985.
Kurland fue elegido miembro del Naismith Memorial Basketball Hall of Fame en 1961. En 1996, fue incluido en el Salón Nacional de la Fama del Deporte Polaco-Americano.
Tras su jubilación, Kurland y su esposa, Barbara, dividieron su tiempo entre sus hogares en Bartlesville (Oklahoma) y Sanibel Island, Florida.